# Andre Petersen
Andre Petersen (* 28. Januar 1978 in Kapstadt; † 21. Juli 2021) war ein südafrikanischer Jazzmusiker (Piano, Komposition).

## Wirken
Petersen studierte zunächst klassisches Piano an der Universität Kapstadt und der Universität von Südafrika; dann absolvierte er den Jazz-Masterstudiengang am belgischen Lemmens-Institut mit cum laude. 2006 tourte er mit der norwegischen Avantgarde-Band Søyr, wobei er Morten Halle kennenlernte, mit dem er die Band Halles Komet bildete, mit der er zwei Alben vorlegte. Er hat mit führenden Musikern Südafrikas wie Winston Mankunku, Makaya Ntshoko, Feya Faku, Ike Moriz, Robbie Jansen, Judith Sephuma und Jimmy Dludlu zusammengearbeitet. Weiterhin musizierte er mit Stefon Harris, Reggie Washington, Dave Liebman, Marcus Strickland, Zap Mama, aber auch mit Soweto Kinch und Jazz Jamaica. 2017 veröffentlichte er gemeinsam mit seiner Studienkollegin, der in New York lebenden Klassikpianistin Kathleen Tag, das Duoalbum Where Worlds Collide, das die beiden auch auf einer Tour in Nordamerika vorstellten.
Petersen lehrte als Dozent an der Wits School of the Arts der Witwatersrand-Universität, zuvor an der University of Cape Town und der Universität Stellenbosch. Er starb im Juli 2021 an den Folgen von COVID-19.

## Preise und Auszeichnungen
Petersen erhielt zahlreiche Auszeichnungen für klassische und Jazzmusik, darunter den ersten Preis der Old Mutual Jazz Encounters Competition, den ersten Preis der SAMRO Overseas Piano Scholarship Competition, das Oppenheimer Overseas Scholarship und den Vuya Foundation Scholarship Award. 2011 nahm er am Pariser Concours de Pianojazz Martial Solal teil und erhielt einen Special Mention Award.